# William Kerr (6e marquis de Lothian)
William Kerr, 6e marquis de Lothian (4 octobre 1763 - 27 avril 1824), est un militaire, propriétaire foncier et pair représentatif 1817-1824.

## Biographie

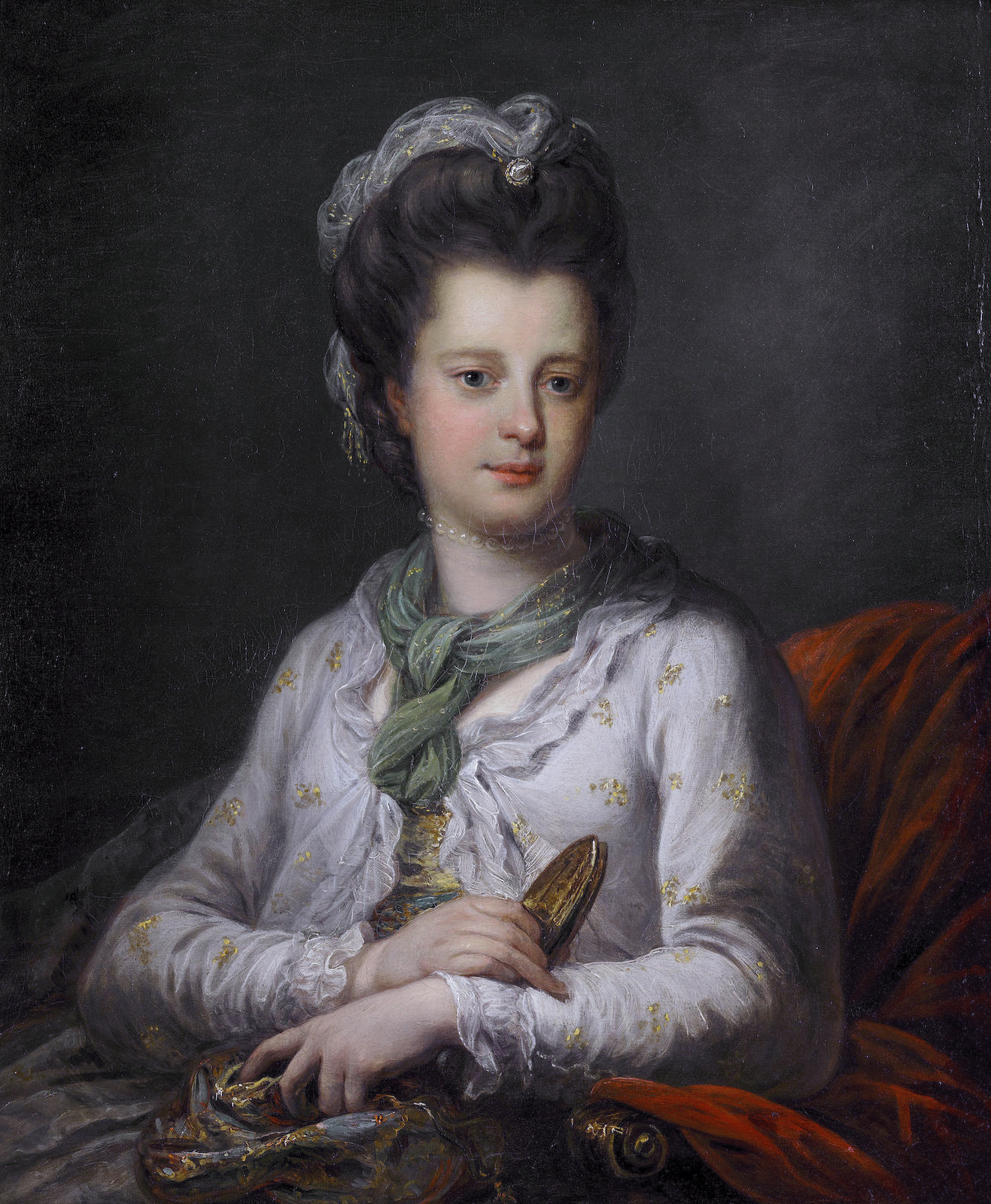
Elizabeth Kerr, née Fortescue, mère du 6e marquis, peinte par Angelica Kauffmann, Clark Art Institute

William Kerr est le fils de William Kerr (5e marquis de Lothian) et de son épouse Elizabeth Fortescue, fille de Chichester Fortescue. À l'âge de cinq ans, il fait l'objet de plusieurs portraits avec sa sœur, exécutées par Valentine Green sous forme de mezzotintes pour publication.
Il fait ses études à l'Université d'Édimbourg. En 1786, il est élu membre de la Royal Society of Edinburgh, soutenu par Dugald Stewart, James Hutton et John Robison. Il est Lord Lieutenant de Roxburghshire à partir de 1812 et de Midlothian à partir de 1819. Il sert en tant que colonel dans la milice d'Édimbourg.
Il est créé chevalier du chardon en 1820 et baron de Kersheugh en 1821. Il vit dans la maison familiale de Monteviot House près de Jedburgh. Il meurt à Richmond, Surrey le 27 avril 1824.

## Famille
Il épouse d'abord Harriet Hobart-Hampden (en) une fille cadette de John Hobart (2e comte de Buckinghamshire) (et épouse divorcée d'Armar Lowry-Corry (1er comte Belmore) le 14 avril 1793. Ils ont quatre enfants:
- John Kerr (7e marquis de Lothian) (1794 – 1841)
- Schomberg Robert Kerr (1795 – 1825), soldat, décédé célibataire.
- Isabella Emily Caroline Kerr (1797 – 1858), décédée non mariée.
- Henry Francis Charles Kerr (1800 – 1882), pasteur, épouse Louisa Hope, fille d'Alexander Hope.

Sa première épouse décède en 1805 et le 1er décembre 1806 à Dalkeith House, il épouse Harriet Scott, fille cadette de Henry Scott, 3e duc de Buccleuch. Ils ont huit enfants:
- Elizabeth Georgiana Kerr (1807-1871), mariée à Charles Trefusis (19e baron Clinton)
- Harriet Louise Anne Kerr (1808-1884), mariée à John Stuart Hepburn Forbes, 8e baronnet[4].
- Frances Kerr (1810-1863), mariée à George Wade.
- Anne Katherine Kerr (1812-1829), décédée non mariée.
- Charles Lennox Kerr (1814 – 1898), soldat, épouse Charlotte Hanmer, fille de Thomas Hanmer, deuxième baronnet.
- Mark Ralph George Kerr (1817 – 1900), soldat, décédé célibataire.
- Frederick Herbert Kerr (1818 – 1896), amiral, épouse Emily Maitland, fille de Peregrine Maitland.
- Georgiana Augusta Kerr (1821-1859), mariée à Granville Forbes.